# Myo-Inositol
Cet article court présente un sujet plus développé dans : inositol.

Structure du myo-inositol.

Le myo-inositol est un composé chimique de formule C6H12O6 ; c'est le stéréoisomère principal de l'inositol, raison pour laquelle il est généralement appelé simplement « inositol » sauf lorsqu'on cherche à le différencier des autres stéréoisomères de cette espèce chimique.